# Денілсон Перейра Невес
Денілсон Перейра Невес (порт. Denílson Pereira Neves, нар. 16 лютого 1988, Сан-Паулу) — бразильський футболіст, півзахисник клубу «Сан-Паулу».
Виступав за клуби «Сан-Паулу», «Арсенал» та «Аль-Вахда», а також юнацьку збірну Бразилії, у складі якої став фіналістом юнацького чемпіонату світу.

## Ігрова кар'єра
У дорослому футболі дебютував 2005 року виступами за «Сан-Паулу», в якому провів два роки, взявши участь у 12 матчах чемпіонату.
Своєю грою привернув увагу представників тренерського штабу «Арсенала», до складу якого приєднався 31 серпня 2006 року. Відіграв за «канонірів» наступні п'ять сезонів своєї ігрової кар'єри. У сезоні 2010-11 програв конкуренцію за місце Джеку Вілширу, через що 18 липня 2011 року перейшов на рік на правах оренди назад в «Сан-Паулу». 5 липня 2012 року «Сан-Паулу» продовжив оренду Денілсона до 30 червня 2013 року.
3 червня 2013 року стало відомо, що за обопільною згодою сторін «Арсенал» розірвав контракт з 25-річним Денілсоном, який ще в 2011 році відбув на батьківщину в оренду і з тих пір не повертався. Бразилець в статусі вільного агента підписав з «Сан-Паулу» контракт на чотири з половиною роки. У складі рідної команди після повернення виграв у 2012 році Південноамериканський кубок.
Влітку 2015 року приєднався до складу катарського клубу «Аль-Вахда» (Абу-Дабі) . Відтоді встиг відіграти за еміратську команду 20 матчів в національному чемпіонаті.

## Виступи за збірну
2005 року виступав у складі юнацької збірної Бразилії до 17 років на юнацькому чемпіонаті світу. На турнірі був капітаном команди і допоміг своїй збірній стати фіналістом змагань. Всього взяв участь у 6 іграх на юнацькому рівні, відзначившись одним забитим голом.
У листопаді 2006 року Денілсон був викликаний до національної збірної на товариський матч проти збірної Швейцарії, щоб замінити свого партнера по «Арсеналу» Жілберту Сілву, який покинув табір збірної з особистих причин. Тим не менше, Денілсон так і не вийшов на поле в тому матчі.

## Статистика виступів

### Статистика клубних виступів в Європі
| Клуб                | Сезон               | Чемпіонат           | Чемпіонат | Чемпіонат | Національний кубок | Національний кубок | Національний кубок | Єврокубки | Єврокубки | Єврокубки | Інші змагання | Інші змагання | Інші змагання | Усього | Усього | Усього |
| Клуб                | Сезон               | Турнір              | Ігор      | Голів     | Турнір             | Ігор               | Голів              | Турнір    | Ігор      | Голів     | Турнір        | Ігор          | Голів         | Ігор   | Голів  |        |
| ------------------- | ------------------- | ------------------- | --------- | --------- | ------------------ | ------------------ | ------------------ | --------- | --------- | --------- | ------------- | ------------- | ------------- | ------ | ------ | ------ |
| 2006–07             | «Арсенал»           | ПЛ                  | 10        | 0         | КА+КЛ              | 2+6                | 0                  | ЛЧ        | 1         | 0         |               | -             | -             | 19     | 0      |        |
| 2007–08             | «Арсенал»           | ПЛ                  | 13        | 0         | КА+КЛ              | 1+5                | 0+2                | ЛЧ        | 4         | 0         |               | -             | -             | 23     | 2      |        |
| 2008–09             | «Арсенал»           | ПЛ                  | 37        | 3         | КА+КЛ              | 2+0                | 0                  | ЛЧ        | 12        | 0         |               | -             | -             | 51     | 3      |        |
| 2009–10             | «Арсенал»           | ПЛ                  | 20        | 4         | КА+КЛ              | 1+0                | 1+0                | ЛЧ        | 7         | 1         | -             | -             | -             | 28     | 6      |        |
| 2010–11             | «Арсенал»           | ПЛ                  | 16        | 0         | КА+КЛ              | 11                 | 0                  | ЛЄ        | 5         | 0         |               | -             | -             | 32     | 0      |        |
| Усього за «Арсенал» | Усього за «Арсенал» | Усього за «Арсенал» | 96        | 7         |                    | 28                 | 3                  |           | 29        | 1         |               | 0             | 0             | 153    | 11     |        |

## Титули і досягнення
- Володар Кубка Лібертадорес (1):

«Сан-Паулу»: 2005
- Переможець Клубного чемпіонату світу (1):

«Сан-Паулу»: 2005
- Володар Південноамериканського кубка (1):

«Сан-Паулу»: 2012
Збірні
- Чемпіон Південної Америки (U-17): 2005